# Дойл (Теннессі)
Дойл (англ. Doyle) — місто (англ. town) в США, в окрузі Вайт штату Теннессі. Населення — 493 особи (2020).

## Географія
Дойл розташований за координатами 35°51′21″ пн. ш. 85°30′47″ зх. д. / 35.85583° пн. ш. 85.51306° зх. д. (35.855789, -85.513041).  За даними Бюро перепису населення США в 2010 році місто мало площу 3,39 км², уся площа — суходіл. В 2017 році площа становила 3,20 км², уся площа — суходіл.

## Демографія
Згідно з переписом 2010 року, у місті мешкало 537 осіб у 205 домогосподарствах у складі 146 родин. Густота населення становила 158 осіб/км².  Було 236 помешкань (70/км²).
Расовий склад населення:
| - 98,3 % — білих - 0,9 % — вихідців з тихоокеанських островів - 0,2 % — чорних або афроамериканців - 0,2 % — азіатів |

До двох чи більше рас належало 0,0 %. Частка іспаномовних становила 1,7 % від усіх жителів.
За віковим діапазоном населення розподілялося таким чином: 25,7 % — особи молодші 18 років, 58,3 % — особи у віці 18—64 років, 16,0 % — особи у віці 65 років та старші. Медіана віку мешканця становила 36,5 року. На 100 осіб жіночої статі у місті припадало 91,8 чоловіків;  на 100 жінок у віці від 18 років та старших — 86,4 чоловіків також старших 18 років.
Середній дохід на одне домашнє господарство  становив 34 494 долари США (медіана — 29 464), а середній дохід на одну сім'ю — 40 678 доларів (медіана — 37 813). Медіана доходів становила 29 375 доларів для чоловіків та 19 167 доларів для жінок. За межею бідності перебувало 21,0 % осіб, у тому числі 18,6 % дітей у віці до 18 років та 17,2 % осіб у віці 65 років та старших.
Цивільне працевлаштоване населення становило 205 осіб. Основні галузі зайнятості: виробництво — 31,2 %, роздрібна торгівля — 21,0 %, освіта, охорона здоров'я та соціальна допомога — 20,0 %.